# Casa Suanya (Manresa)
La Casa Suanya és una obra del municipi de Manresa (Bages) protegida com a bé cultural d'interès local.

## Descripció
Edifici d'habitatges entre mitgeres, amb dues façanes fent cantonada, de planta baixa i tres pisos. La façana principal dona al carrer Urgell, de composició regular. Obertures distribuïdes segons eixos verticals, amb disminució relativa en alçada, balcons amb llosanes i llindes treballades i baranes de forja. Els balcons del tercer pis semblen oberts posteriorment aprofitant les finestres de les golfes. Planta baixa molt reformada.
Sols resten dos portals originals, amb motllures, l'un d'ells d'accés, conté l'escala a un costat i al fons dona al pati del darrere. Coberta de teula.